# Černov (hradisko)
Hradisko Černov leží na Drahanské vrchovině poblíž Račic v okrese Vyškov. Jeho areál je chráněn jako kulturní památka ČR.
Jedná se o lokalitu, kde bylo prokázáno osídlení z časné doby laténské z 5. století před naším letopočtem. Po nejstarších Keltech byla lokalita osídlena ve střední době hradištní v 8. a 9. století Slovany. Hradiště včetně předhradí se rozkládá na ploše necelých 10 hektarů na kopci, který leží nad Rakoveckým údolím. Jsou zde zachovány zřetelné pozůstatky hradeb v podobě valů.

## Fotogalerie

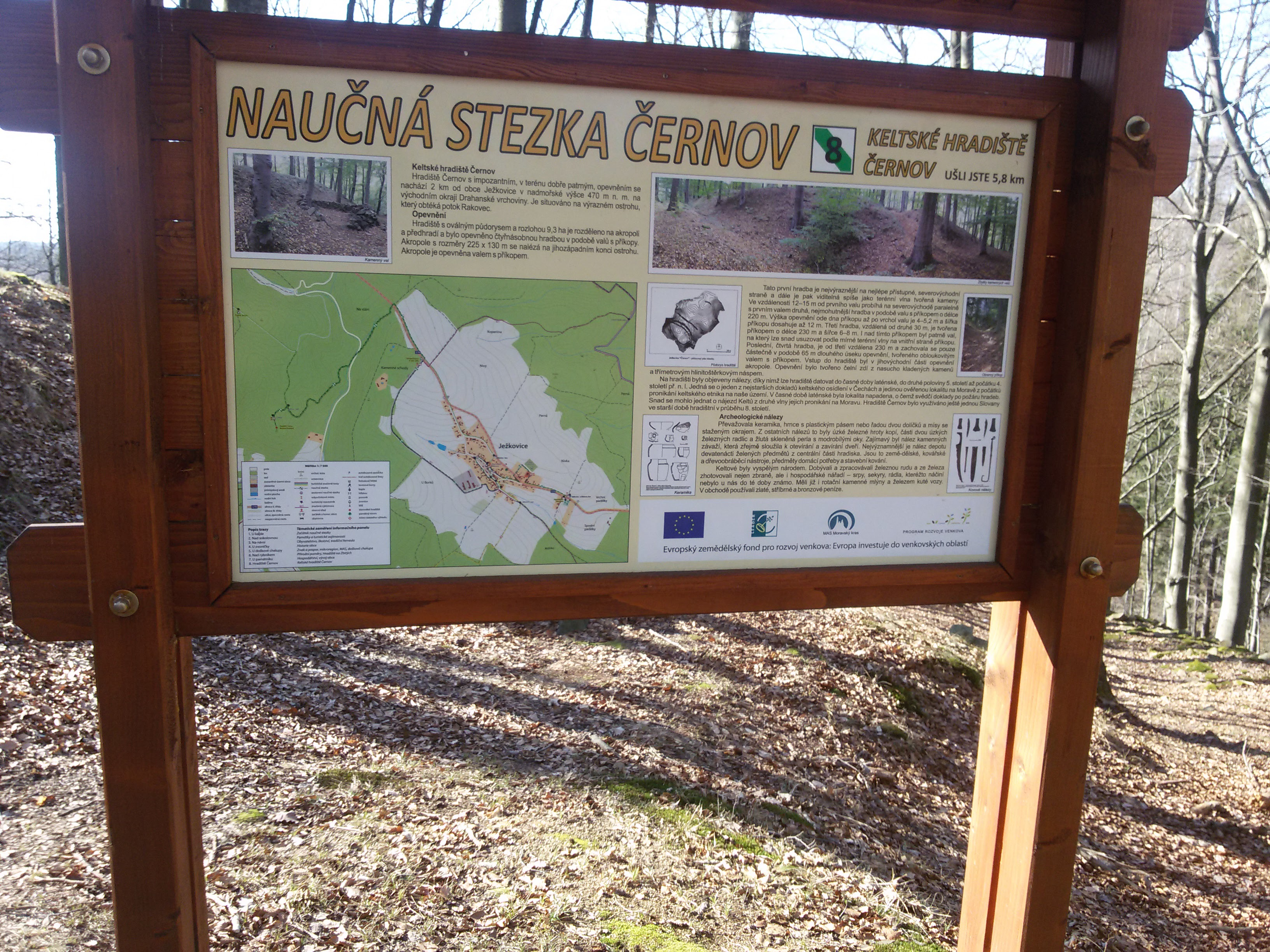
Naučná stezka Černov - Tabule
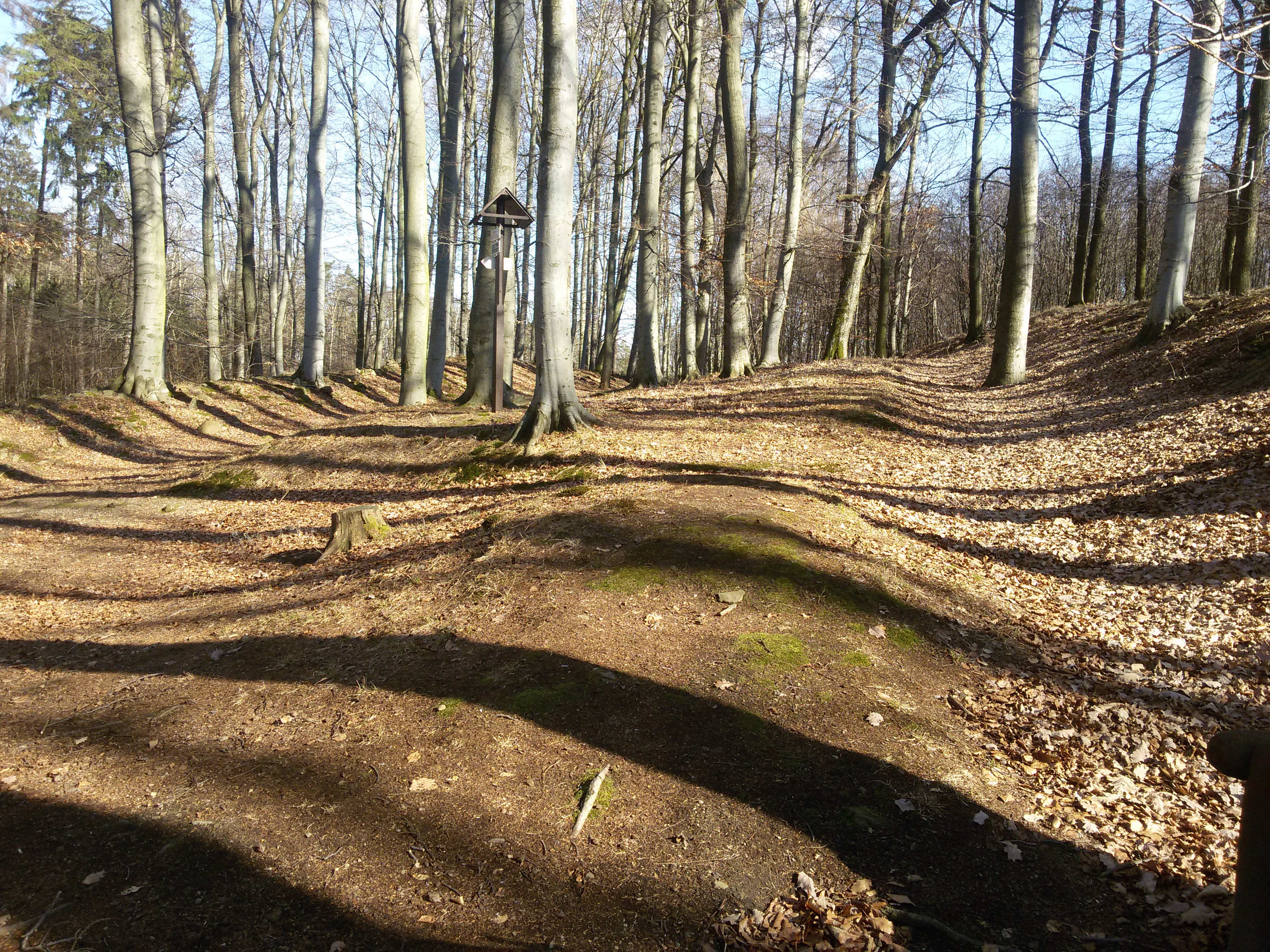
Hradisko na jaře 2017
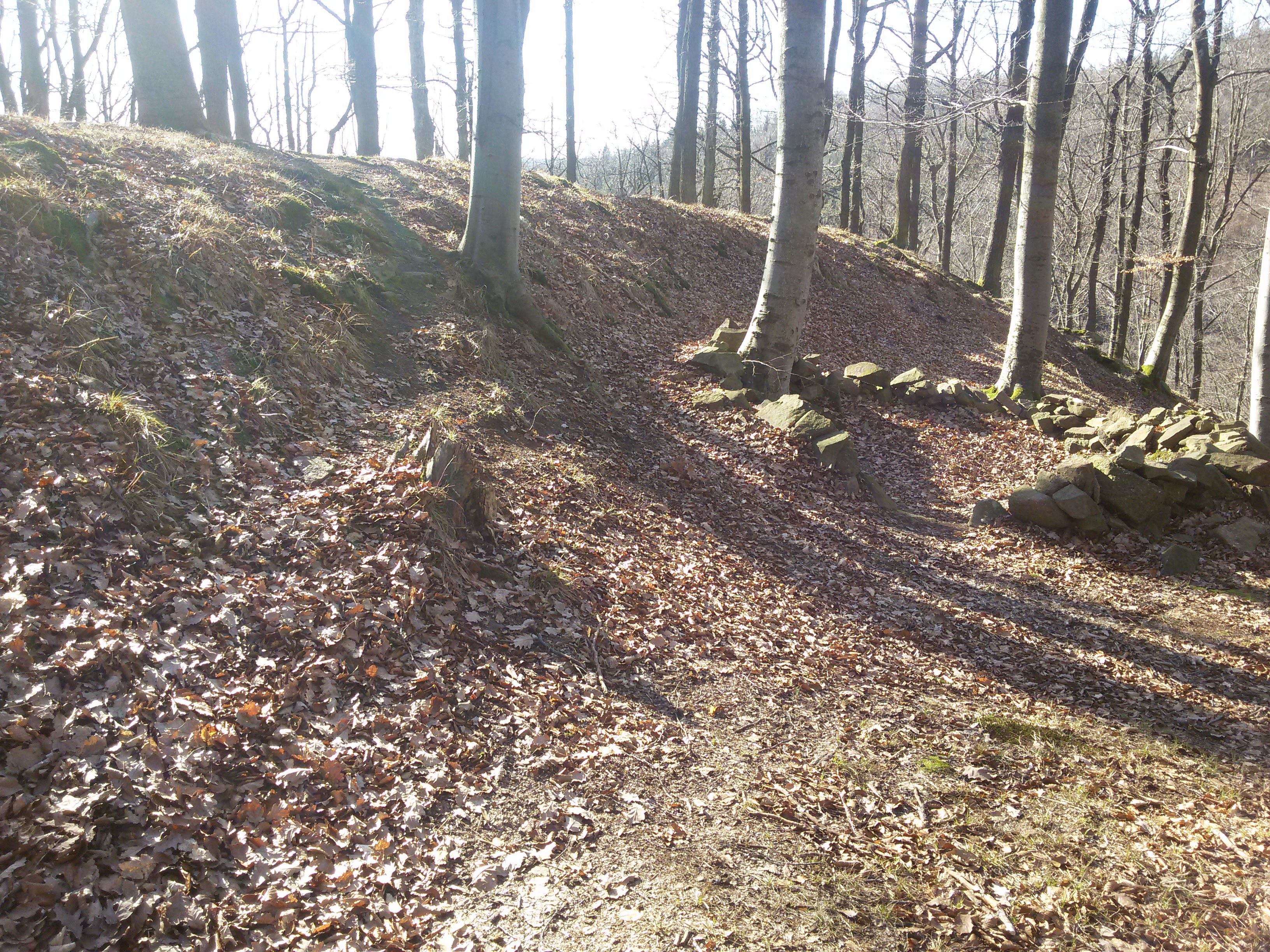
Hradisko valy
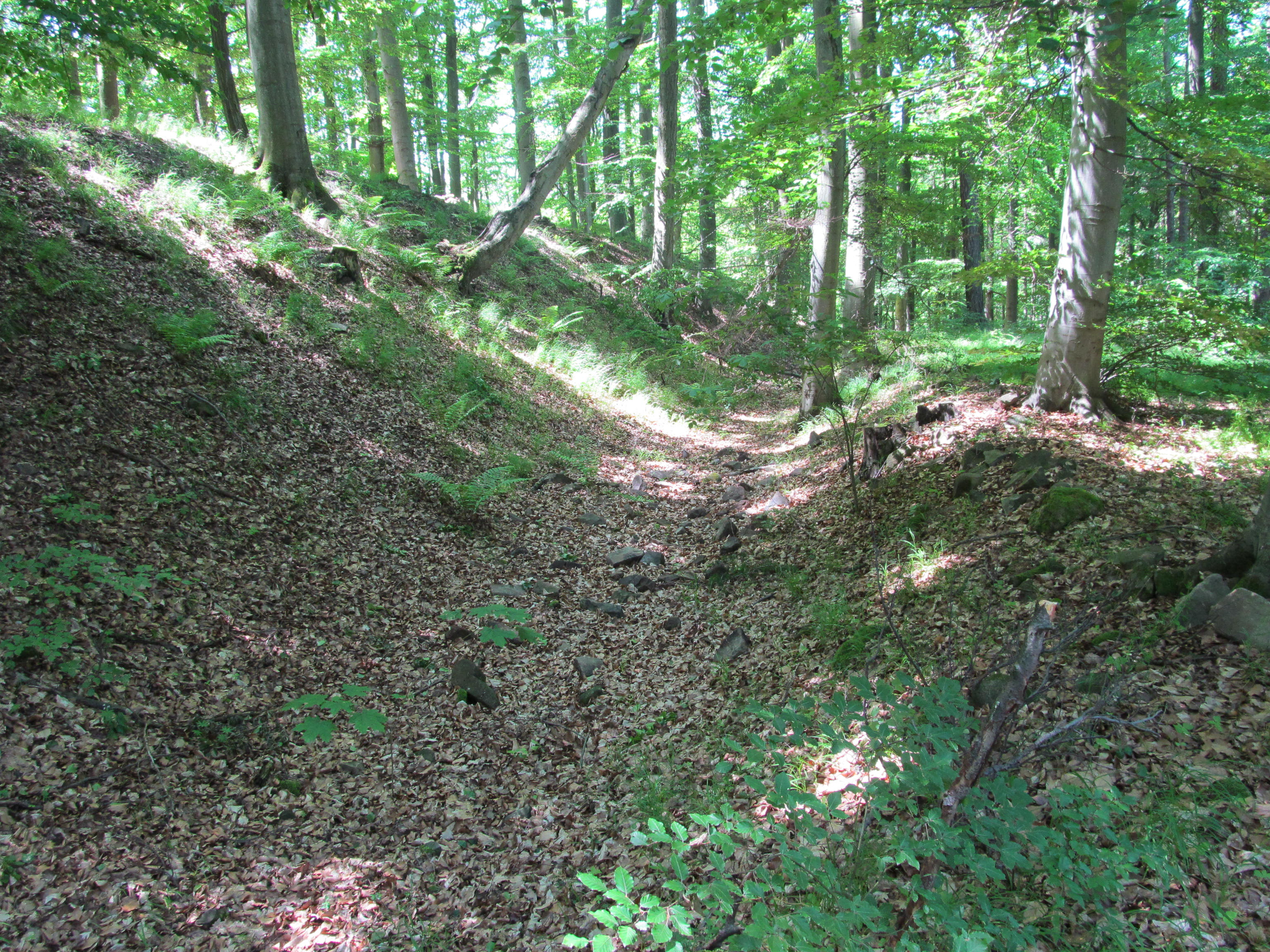
Hradisko jaro 2014
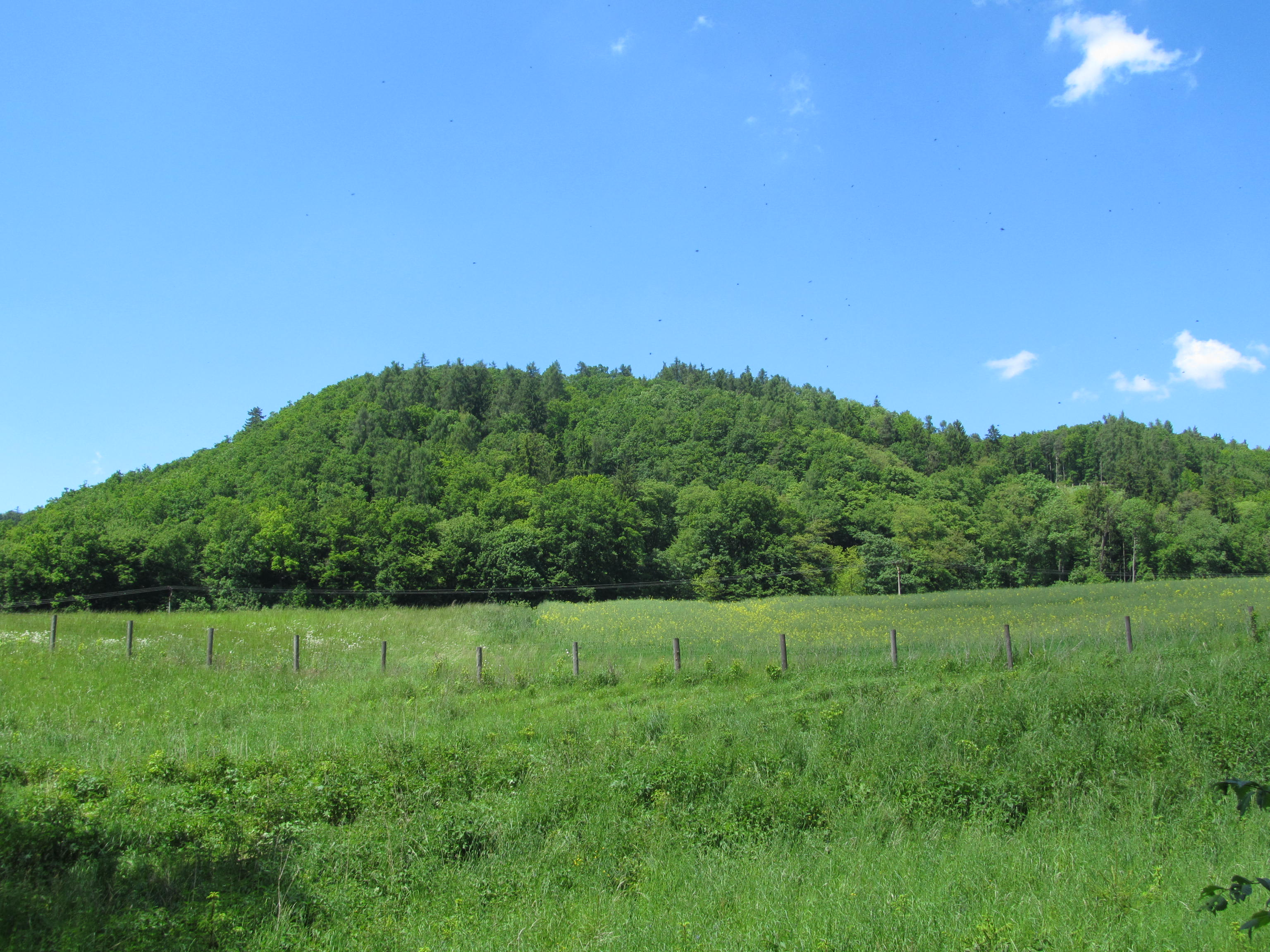
Hradisko - celkový pohled